# 颱風帕布 (2001年)
颱風帕布（英語：Typhoon Pabuk，國際編號：0111，聯合颱風警報中心：14W）為2001年太平洋颱風季第十一個被命名的風暴。「帕布」一名由老撾提供，是大形淡水魚。

## 發展過程
8月13日UTC12時，一熱帶低氣壓在馬里亞納群島以東海面上生成。該熱帶低氣壓向北移動。8月14日UTC12時，該熱帶低氣壓在馬里亞納群島以北增強為熱帶風暴，並命名為帕布。帕布轉西北偏西方向移動。8月15日UTC6時，帕布在硫黃島以南增強為強烈熱帶風暴。8月16日UTC18時，帕布增強為颱風。8月17日UTC0時，帕布達到頂峰，最高持續風速為70kts。8月18日至19日在日本以南保持颱風的強度，向西北方向移動。8月20日，帕布改變為向東北偏北方向移動。8月21日UTC3時，帕布減弱為強烈熱帶風暴。UTC10時，帕布於日本和歌山縣田邊市登陸。8月21日晚上至23日早上，帕布登陸後強度逐漸減弱。UTC17時，帕布於日本三重縣志摩半島登陸。8月22日UTC0時，帕布減弱為熱帶風暴。UTC3時，帕布於日本靜岡縣沼津市登陸。UTC5時，帕布於日本神奈川縣藤澤市登陸。UTC6時30分，帕布於日本千葉縣船橋市登陸。UTC18時，帕布在日本東北部減弱為熱帶低氣壓。8月23日UTC0時，完全消散。

## 影響

### 日本
在帕布的吹襲下，日本最少有七人死亡、26人受傷及兩人失蹤，名古屋約有50000人需要疏散，東京和日本東北部的交通亦大受影響。

## 外部連結
- （日語）http://www.jma.go.jp/ （页面存档备份，存于） 日本氣象廳首頁
- （英文）http://www.usno.navy.mil/JTWC/ （页面存档备份，存于） 聯合颱風警報中心首頁
- （简体中文）https://web.archive.org/web/20120928121548/http://www.nmc.gov.cn/ 中央氣象台首頁
- （繁體中文）http://www.cwb.gov.tw/ （页面存档备份，存于） 中央氣象局首頁
- （繁體中文）http://www.hko.gov.hk/ （页面存档备份，存于） 香港天文台首頁
- （繁體中文）http://www.smg.gov.mo/ （页面存档备份，存于） 澳門地球物理暨氣象局首頁
- 日本“帕布”台风纪实：人员伤亡，交通瘫痪 （页面存档备份，存于）